# 圭亚那伊斯兰教
伊斯兰教是该国第三大宗教，分别仅次于基督教和印度教。根据2002年的人口普查，圭亚那人口百分之7.3是穆斯林。 皮尤研究中心2010年的一项调查估计，全国6.4%的人是穆斯林。
伊斯兰教最初是通过西非的奴隶传入圭亚那的，但在种植园中遭到镇压。因此，在19世纪中叶，南亚的契约仆人和奴隶被带到该国之后，该宗教获得了立足点。圭亚那1966年获得独立后，该国加强了与中东和其他地区的联系。1998年，圭亚那加入了伊斯兰合作组织。